# Tjørnuvík
Tjørnuvík (dánul: Tjørnevig) település Feröer Streymoy nevű szigetén. Közigazgatásilag Sundini községhez tartozik.

## Földrajz

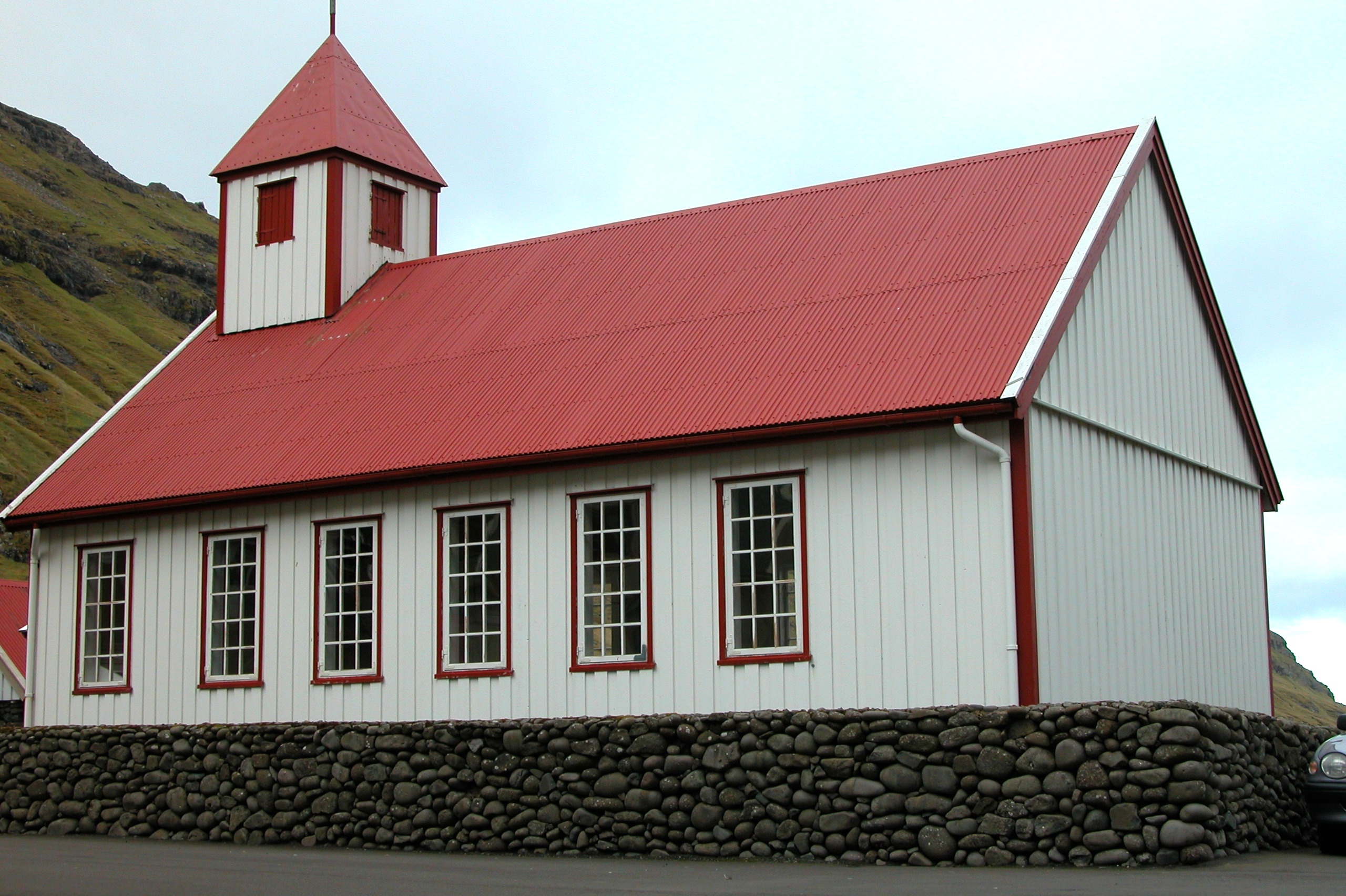
A falu temploma

A falu Streymoy északkeleti partján fekszik egy patakvölgyben, és a sziget legészakibb települése. Szép kilátás nyílik innen a híres Risin og Kellingin sziklacsoportra.
Évente kétszer túrát szerveznek a faluból a 133 m magas szabadon álló szikla, a Stakkur tetejére. A sziklára egy kifeszített drótköteleken felhúzott konténerben lehet feljutni. A szikla tetejéről egyedülálló panoráma tárul a látogató elé.

## Történelem
A falu Feröer legrégebbi települései közé tartozik.
1956-ban egy ősi temetkezési helyet tártak fel, ami azt bizonyítja, hogy már a viking korban is éltek itt emberek. Egy kelta bronz övtűt is találtak, ami a Brit-szigetekkel való kapcsolatot igazolja.
A falu temploma 1937-ben épült.
2005. január 1-je óta Sundini község része, előtte Haldarsvík községhez (Haldarsvíkar kommuna) tartozott.

## Népesség
| Év          | Lakosság |
| ----------- | -------- |
| 1986.01.01. | 73       |
| 1991.01.01. | 74       |
| 1996.01.01. | 69       |
| 2001.01.01. | 62       |
| 2006.01.01. | 71       |

## Közlekedés
Tjørnuvík zsákfalu, a Streymoy keleti partján futó út végén fekszik. Itt végállomásozik az Oyrarbakkiba közlekedő 202-es buszjárat.

### Külső hivatkozások
- faroeislands.dk – fényképek és leírás (angol)
- Tjørnuvík[halott link], Visit Tórshavn (feröeri, angol)
- Winter pictures from Tjørnuvík[halott link] (angol)
- Flickr[halott link] - fényképek (angol)
- Panorámakép a domboldalból[halott link] (dán)
- Panorámakép a falu közepéből[halott link] (dán)
- Tjørnuvík, fallingrain.com (angol)